# 富山県道122号石田前沢線
富山県道122号石田前沢線（とやまけんどう122ごう いしだまえざわせん）は、富山県黒部市の石田地域と富山県道150号魚津入善線を結ぶ一般県道（富山県道）である。

## 概要
起点からしばらくの間は歩道つき片側1車線の広い道路である。あいの風とやま鉄道線の高架橋を渡ったところでランプウェイ（橋部分の長さ292m、1973年度着工、1979年5月末開通）を通り黒部駅方面へ進路を変え、黒部駅に接続する。黒部駅から先は幅員が狭い片側一車線の道路となり、終点の富山県道150号魚津入善線に至る。
起点から黒部駅までの間には、旧道が存在する。旧道は現在の起点より南側（岡交差点）に位置し、富山地方鉄道本線の踏切を通る。その後住宅地を通過した後、地下道（延長130m、幅員5m、高さ2.5mの小型車専用道および、長さ60m、幅員1.5mの小型車専用道）であいの風とやま鉄道線を横断し、現在のルートと合流する。なお、地下道が1984年1月30日に完成する前は、1910年4月の北陸線開業時より設置されていた踏切があった。
- 起点：富山県黒部市石田（ルート上は立野交差点）[要出典]
- 終点：富山県黒部市前沢北

## 地理

### 通過する自治体
- 富山県
  - 黒部市

### 交差・接続する道路
- 富山県道2号魚津生地入善線
- 国道8号
- 富山県道120号六天天神新線
- 富山県道314号沓掛魚津線
- 富山県道150号魚津入善線

## 周辺
- PLANT黒部店
- 道の駅KOKOくろべ
- 黒部市総合公園
- あいの風とやま鉄道黒部駅
- ホテルアクア黒部
- 国土交通省北陸地方整備局 黒部河川事務所
- 黒部市農業協同組合
- YKK黒部牧野工場
- 北陸コカ・コーラボトリング黒部事業所